# Watson-Familie
Die Watson-Familie war eine amerikanische Familie mit neun Geschwistern, die zwischen den 1910er und 1940er Jahren alle in der Filmindustrie in Hollywood als Kinderdarsteller tätig waren. Gemeinschaftlich erhielten sie für ihre Arbeit im Filmgeschäft einen Stern auf dem Hollywood Walk of Fame unter dem Namen The Watson Family.

## Biografie
Die Familie Watson hatte schon vor Geburt der Watson-Kinder Kontakt zum Show- und Filmgeschäft. Der Großvater James Watson war ein Fotograf, der 1904 Fotos von Buffalo Bill am Broadway machte. Der Vater der Kinder, J. C. (James Caughey) „Coy“ Watson Sr. (1890–1968), war ein Handwerker und Pferdebändiger. Er arbeitete als Bändiger für den Cowboy-Star Buck Jones und vermietete Pferde an Cowboy-Stars wie Hoot Gibson und Tom Mix, später arbeitete er an Spezialeffekten von Filmen mit. So entwarf er etwa den fliegenden Teppich, auf dem Douglas Fairbanks sr. im Stummfilmklassiker Der Dieb von Bagdad (1924) reitet. Am 23. September 1910 heiratete er Golda Gladdis Wimer (1893–1979), die Mutter der neun Kinder.
Als die Keystone Studios von Mack Sennett in den 1910er-Jahren nach Kinderschauspielern für ihre Filme suchten, meldete sich J. C. Watson Sr., der nur rund 200 Meter von den Studios entfernt wohnte. Bis in die 1940er-Jahre wurden die zwischen 1912 und 1931 geborenen neun Geschwister danach in Hollywood-Filmen eingesetzt, wenn es um die Besetzung von Kinderrollen ging. Eines der Geschwister, Delmar Watson, erinnerte sich 1968 in der Los Angeles Times: „Die Studios wussten, dass wir Kinder in allen Größen hatten, also wenn sie ein Kind für einen ihrer Filme brauchten, griffen sie auf eines von uns zurück, und bald arbeiteten wir alle regelmäßig.“
Die Watson-Kinder arbeiteten mit vielen großen Stars der frühen Hollywood-Ära wie James Stewart, Lionel Barrymore, Fred Astaire, Shirley Temple, Katharine Hepburn und Henry Fonda zusammen. Am häufigsten arbeiteten Delmar Watson mit fast 80 nachgewiesenen Filmauftritten, Bobs Watson mit über 60 Film- und später Fernsehauftritten sowie Coy Watson Jr. mit rund 45 Filmauftritten. Vier der Brüder (Billy, Delmar, Harry, Garry) traten 1939 gemeinsam in Frank Capras Klassiker Mr. Smith geht nach Washington als Söhne des Gouverneurs Hopper auf und wurden hierfür im Abspann erwähnt. Insgesamt sollen die Watson-Geschwister zusammen mehr als 1000 Filmauftritte absolviert haben, wobei sich diese Zahl heute nicht mehr genau belegen lässt.

## Leben im Erwachsenenalter
Alle sechs Watson-Brüder arbeiteten während ihrer Erwachsenenkarrieren als Presse-, Wochenschau- und Fernsehfotografen. Bobs und Louise Watson waren daneben noch bis in die 1990er-Jahre gelegentlich als Schauspieler tätig.
Die Watsons wurden am 22. April 1999 gemeinsam mit einem Stern auf dem Hollywood Walk of Fame geehrt, der sich am 6674 Hollywood Blvd. befindet. Zu diesem Zeitpunkt lebten noch sieben der neun Geschwister. Der älteste der Geschwister, Coy Watson Jr., verfasste das Buch The Keystone Kid. Im Juli 2017 wurden die noch lebenden Geschwister Billy, Garry und Louise über ihre Erfahrungen in Hollywood vom britischen Magazin Daily Express interviewt.
Seit Februar 2022 ist Garry Watson (* 1928) das letzte noch lebende der Geschwister. Nachdem im Sommer 2022 die früheren Kinderdarsteller Mildred Kornman und Donnie „Beezer“ Smith starben, gilt er als der weltweit letzte bekannte überlebende Schauspieler der Stummfilmära.

## Übersicht
| Name                  | Geburtsname              | Geburtsdatum       | Todesdatum        | Details |
| --------------------- | ------------------------ | ------------------ | ----------------- | --- |
| Coy Watson Jr.        | James Caughey Watson Jr. | 16. November 1912  | 14. März 2009     | Drehte seinen ersten Film 1913 als Säugling und spielte bis 1929 in laut Internet Movie Database (IMDb) über 45 Filmen. |
| Vivian Watson Wyatt   | Vivian Evangeline Watson | 19. Februar 1915   | 18. Dezember 1994 | Auftritt im Film Taxi (1928), ansonsten vermeldet die IMDb keine weiteren Auftritte. |
| Gloria Watson Dean    | Gloria Amy Watson        | 4. Juli 1917       | 1. Juni 1997      | Filmdebüt in Taxi (1928), danach laut IMDb noch drei weitere Filmauftritte. |
| Louise Watson Roberts | Mamie Louise Watson      | 22. November 1919  | 5. Juni 2018      | Filmdebüt in Taxi (1928), ansonsten aber laut IMDb nur ein weiterer Auftritt während der klassischen Kinoära. Nach langer Pause übernahm sie in den 1990er-Jahren einige Film- und Fernsehrollen, sodass die IMDb rund ein Dutzend Auftritte listet.                                                   |
| Harry Watson          | Harry Railton Watson     | 31. August 1921    | 8. Juni 2001      | Mitwirkung an rund 40 Filmen zwischen 1928 und 1940 laut IMDb, darunter Indiscreet, Show Boat, Die Abenteuer des Huckleberry Finn und Mr. Smith geht nach Washington. Mehrere etwas größere Filmauftritte wie in Ein Fräulein in Nöten.                                                                |
| Billy Watson          | William Richard Watson   | 25. Dezember 1923  | 17. Februar 2022  | Rund 25 Filme zwischen 1928 und 1940 laut IMDb. Einige im Abspann erwähnte Filmauftritte, etwa in The Little Minister, Chicago, Entführt und Mr. Smith geht nach Washington. Daneben im Abspann unerwähnte Auftritte u. a. in Show Boat, Die Abenteuer des Huckleberry Finn und Der junge Mr. Lincoln. |
| Delmar Watson         | David Delmar Watson      | 1. Juli 1926       | 26. Oktober 2008  | Watson spielte in fast 80 Filmen zwischen 1928 und 1947. Eine seiner bekanntesten Filmrollen hatte er als Geißenpeter in Heidi neben Shirley Temple, auch spielte er neben seinen Brüdern in Mr. Smith geht nach Washington. Später wurde er Nachrichtenfotograf.                                      |
| Garry Watson          | Garry Armand Watson      | 27. September 1928 | lebend            | Hatte drei Filmauftritte im Jahr 1929, darunter u. a. in Drag mit Richard Barthelmess, von dem sowohl eine Stumm- als auch eine Tonfilmversion gedreht wurden. Er gilt als der letzte lebende Schauspieler aus Hollywoods Stummfilmära.                                                                |
| Bobs Watson           | Robert Ball Watson       | 11. November 1930  | 27. Juli 1999     | Substanzielle Rollen in einer Reihe von Filmen wie Teufelskerle, Die goldene Peitsche oder On Borrowed Time. Insgesamt absolvierte er mehr als 60 Film- und Fernsehauftritte zwischen 1932 und 1993.                                                                                                   |